# Camp de Füssen-Plansee
Le camp de Füssen-Plansee était un camp de travail (Kommando) dépendant du camp de concentration de Dachau, pendant la Seconde Guerre mondiale. Il était situé dans l'hôtel Forelle, sur les berges du Plansee, un lac autrichien à proximité de la Bavière. Ses occupants furent principalement des personnalités (militaires, politiques, hauts fonctionnaires), emprisonnées début 1943 et libérées pour la plupart le 7 mai 1945.
Deux lits au moins étaient installés dans chaque chambre et l’endroit était partiellement chauffé. Les « personnalités-otages » disposaient d’une bibliothèque installée par la Croix-Rouge.

## Liste de détenus
La liste des détenus ci-dessous a pour source le site de la Fondation pour la mémoire de la déportation,.
- Louis Bailly (1886-1967), général de brigade[4]
- Marteau André (1889-1994), général de division :
- Léopold François Roger Basteau (1895-1986), général de brigade[4] ;
- Wilfrid Baumgartner, président du Crédit national (1936-1949) ;
- Pierre Cueff (1891-1980), adjoint au général commandant la 13e division à Clermont-Ferrand, nommé en 1943 commissaire régional à la libération des prisonniers de guerre à Rennes ;
- Louis Delegue (1878-1971), général de brigade[4] ;
- Marcel Diebolt, préfet ;
- Robert Durrmeyer (1877-1954), général de division[4] ;
- Marcellin Ehret (1876-1968), général de division[4] ;
- Louis Escallier (1883-1965), gouverneur de la banque d'Algérie ;
- Paul Estèbe, attaché au cabinet du maréchal Pétain[5],[6]
- Louis-Eugène Faucher (1874-1964), général de corps d'armée ;
- Jean Fresnay de Coutard (1896-1981), directeur des carburants au ministère de l'Industrie dans le gouvernement Laval[7] ;
- Édouard Galletier, professeur à la Sorbonne (libéré le 17 février 1944);
- Fernand et Georges Giraud, frères du général Giraud[4] ;
- Jean Louis Auguste Humbert (1895-1975)[8], général[9] ;
- Joseph Charles Robert Jeannel (1883-1954), général de corps d'armée[4] ;
- André Lahillonne[10], préfet ;
- André Larbaletrier[4] ;
- Armand Maire (1893-1991), ingénieur en chef militaire[4] ;
- André Marteau (1889-1994), général de division[4] ;
- Jules Mény (1890-1945), président de la Compagnie française des pétroles[11] ;
- Jean Michet de la Baume (1878-1963), général de brigade[4] ;
- Pierre Mondanel (1890-1986), inspecteur général des services de police judiciaire[12] ;
- Maurice Muselier (1907-1989), fils de l'amiral Muselier ;
- René Norguet, secrétaire général à la Production industrielle à partir du 20 janvier 1943 à février 1944 dans le Gouvernement Pierre Laval ;
- Maurice Parmentier (1879-1961), général de brigade[13],[14] ;
- Jean Pebrel, chef de cabinet au Ministère des Finances[5] ;
- Pierre Pujol (1888-1983), général de brigade[4] ;
- Roger de Saivre, chef adjoint du cabinet civil du maréchal Pétain[5] ;
- Henri de Tournemire, chef d'escadron en retraite à Vichy[5] ;
- Jean Ybarnégaray (1883-1956), secrétaire d'État limogé du régime de Vichy[15] ;
- Wilhem Henri Ygonin (1874-1955), général de brigade[4].